# Plectrocnemia tuhuae
Plectrocnemia tuhuae är en nattsländeart som beskrevs av Ward 1995. Plectrocnemia tuhuae ingår i släktet Plectrocnemia och familjen fångstnätnattsländor. Inga underarter finns listade i Catalogue of Life.